# Das Leben ist ein langer, ruhiger Fluß
Das Leben ist ein langer, ruhiger Fluß (Originaltitel: La vie est un long fleuve tranquille) ist eine französische Filmkomödie von Étienne Chatiliez aus dem Jahre 1988.

## Handlung
Die Krankenschwester Josette vertauscht aus Wut über ihren Chef und Liebhaber, Dr. Mavial, der Weihnachten lieber mit seiner Frau als mit ihr verbringen will, zwei Säuglinge. So kommt es, dass Momo (Maurice), der eigentlich der reichen und gebildeten Familie Le Quesnoy angehört, bei den verarmten und asozialen Groseilles aufwächst, während Bernadette fälschlicherweise bei der Oberschichtfamilie Le Quesnoy wohnt.
Nach zwölf Jahren schließlich kommt die Wahrheit ans Licht: Als Dr. Mavial auch nach dem Tod seiner Frau keinesfalls die Absicht hat, Josette zu heiraten, schreibt diese drei Briefe; an die beiden Familien der vertauschten Säuglinge und an Dr. Mavial, in denen sie ihre Tat gesteht.
M. Le Quesnoy beschließt daraufhin, Momo zu sich zu holen. Er bietet der Familie Groseille 20 000 Francs an, wenn sie ihm Momo überlässt. Die Groseilles nehmen dieses Angebot gerne an, da sie sich schon seit einiger Zeit in Geldnot befinden, und M. Le Quesnoy kann seinen Sohn mit nach Hause nehmen.
Vorerst scheint alles in bester Ordnung zu sein, denn Momo lebt sich gut ein, doch er vermisst seine frühere Familie und geht diese und seine alten Freunde oft besuchen.
Er erzählt Bernadette, wer ihre wahren Eltern sind, sodass diese ausreißt und von der Polizei festgenommen wird.
Auch verhalten sich die anderen Kinder der Le Quesnoy nicht mehr so brav wie früher. Im Gegenteil: Sie gehen in einem schmutzigen Kanal trotz Badeverbot mit den Groseilles schwimmen und der älteste Sohn stiehlt das Auto seines Vaters, um seine neue Freundin, Roselyne Groseille, zu beeindrucken.
In der letzten Szene sieht man Dr. Mavial und Josette zusammen am Strand. Sie schaut lächelnd und zufrieden aufs Meer, während Mavial müde und zusammengesunken in einem Sessel sitzt. Die Szene wird unterlegt von dem triumphalen Chanson Paris en colère, gesungen von Mireille Mathieu.

## Hintergrund
Dies ist der erste Spielfilm des Regisseurs Ètienne Chatiliez, vorher hatte er nur Werbefilme gedreht.
Das in dem Film von Pater Auberger (Patrick Bouchitey) intonierte und extra für den Film geschriebene Lied Jésus reviens hat in Frankreich so schnell Kultstatus erlangt, so dass man sich entschloss, eine Single zu veröffentlichen. Das Lied wird im Film während des Gemeindefestes einer konservativen Kirchengemeinde von Pater Auberger und verschiedenen Jugendlichen vorgetragen.
Im Abspann wird der Popgruppe Les Rita Mitsouko gedankt, deren Lied „C'est comme ça“ im Film verwendet wird.

## Kritiken
Der film-dienst urteilte: „Solche Geschichten funktionieren nur im Märchen oder im derb-komischen Volksstück, und in dieser Mischung hat Regieneuling Etienne Chatiliez auch seine witzige und temporeiche Filmkomödie erzählt. Klar, daß schon die ‚verkehrte‘ Welt, in der die Kinder leben, zu allerlei kleinen Pointen taugt, und Chatiliez versteht es auch, die beiden Elternhäuser als komische Gegensätze derart bizarr zu verzeichnen, daß neben dem sehr schnell sich einstellenden Lacherfolg auch ein paar gesellschaftssatirische Spitzen abfallen – nicht zu viele, aber genug, um die Geschichte nicht komplett zum derben Lachkino herunterkommenzulassen.“

## Auszeichnungen
Étienne Chatiliez’ Film war bei der Verleihung der Césars 1989 in sieben Kategorien nominiert und galt u. a. neben Bruno Nuyttens Künstlerbiografie Camille Claudel und Luc Bessons Unterwasser-Epos Im Rausch der Tiefe als Favorit auf den wichtigsten französischen Filmpreis. Die Komödie avancierte schließlich mit vier gewonnenen Trophäen (bestes Erstlingswerk, Drehbuch, Hélène Vincent als beste Nebendarstellerin und Valérie Lalonde als beste Nachwuchsdarstellerin) hinter Camille Claudel (7 Siege) zum zweiterfolgreichsten Film des Abends.
César 1989
- Bestes Erstlingswerk
- Bestes Drehbuch
- Beste Nebendarstellerin (Hélène Vincent)
- Beste Nachwuchsdarstellerin (Valérie Lalonde)
  - nominiert in den Kategorien
    - Bester Film
    - Bester Nebendarsteller (Patrick Bouchitey)
    - Beste Kostüme (Elisabeth Tavernier)